# Lithacodia variicolor
Lithacodia variicolor är en fjärilsart som beskrevs av Le Cerf 1922. Lithacodia variicolor ingår i släktet Lithacodia och familjen nattflyn. Inga underarter finns listade i Catalogue of Life.